# Tlalocohyla
A Tlalocohyla  a kétéltűek (Amphibia) osztályába és  a békák (Anura) rendjébe a levelibéka-félék (Hylidae) családjába és a Hylinae alcsaládba tartozó nem. Egy nemrégen történt felülvizsgálat eredményeképpen a Hyla nem négy faja ebbe a családba került át.

## Rendszerezés
A nembe az alábbi 4 faj tartozik:
- Tlalocohyla godmani (Günther, 1901)
- Tlalocohyla loquax (Gaige & Stuart, 1934)
- Tlalocohyla picta (Günther, 1901)
- Tlalocohyla smithii (Boulenger, 1902)